# Diculești
Diculești – wieś w Rumunii, w okręgu Vâlcea, w gminie Diculești. W 2011 roku liczyła 482 mieszkańców.